# Makrout qalb elouz
Makrout qalb elouz ou makroudh qalb elouz (en arabe algérien : مقروط قلب اللوز  est une pâtisserie algérienne une hybridation du makrout el koucha et kalb el louz. Comme Qalb el louz, on trouve deux couches de la pâte du makrout entre lesquelles une couches de pâtes en fruits secs est déposée. Ce makrout est cuit au four car il reste une des variantes de makrout el koucha.  Une de ses variantes la plus connue est le makrout el warqa (feuille makrout au four).